# Chrenovec-Brusno
Chrenovec-Brusno este o comună slovacă, aflată în districtul Prievidza din regiunea Trenčín, pe malul râului Handlovka⁠(d). Localitatea se află la altitudinea de 335 m deasupra n.m., se întinde pe o suprafață de 12,32 km2 și în 2017 număra 1.397 de locuitori.

## Istoric
Localitatea Chrenovec-Brusno este atestată documentar din 1243.

## Demografie
| An:                | 1994 | 2004   | 2014   | 2024   |
| ------------------ | ---- | ------ | ------ | ------ |
| Număr de persoane: | 1279 | 1335   | 1366   | 1413   |
| Diferență:         |      | +4,37% | +2,32% | +3,44% |

| An:                | 2023 | 2024   |
| ------------------ | ---- | ------ |
| Număr de persoane: | 1418 | 1413   |
| Diferență:         |      | −0,35% |